# 肿柄菊
肿柄菊（学名：Tithonia diversifolia，别称王爺葵、提湯菊、狄氏菊、異葉狄氏菊、假向日葵）为菊科肿柄菊属的植物產地在台灣中部及南部地區被歸化為野生花草植物，它是分佈於中美洲墨西哥等地，1908年開始被園藝界人士所重視，1912年開始從中美洲被引入日本，1910年引入台灣，現在廣泛分佈於熱帶及亞熱帶地區，包括于墨西哥以及中国大陆的广东、云南等地，生长于海拔500米至1,600米的地区，常生于逸生，目前已由人工引种栽培。

## 圖片

腫柄菊。中國雲南
腫柄菊。中國雲南